# Bory (powiat Levice)
Bory – wieś (obec) na Słowacji położona w kraju nitrzańskim, w powiecie Levice. Pierwsze wzmianki o miejscowości pochodzą z roku 1135. 
Według danych z dnia 31 grudnia 2012, wieś zamieszkiwało 316 osób, w tym 172 kobiety i 144 mężczyzn.
W 2001 roku rozkład populacji względem narodowości i przynależności etnicznej wyglądał następująco:
- Słowacy – 54,05%
- Polacy – 0,3%
- Węgrzy – 45,65%

Ze względu na wyznawaną religię struktura mieszkańców kształtowała się w 2001 roku następująco:
- Katolicy rzymscy – 52,85%
- Ewangelicy – 12,31%
- Ateiści – 4,2%
- Przedstawiciele innych wyznań – 0,3%